# Baie de Cumberland
Pour les articles homonymes, voir Baie Cumberland et Cumberland.
La baie de Cumberland, en anglais : Cumberland Bay, est une baie du nord-est de la Géorgie du Sud. Elle donne sur l'ancienne station baleinière de Grytviken et la station de recherche de King Edward Point.
Elle est généralement divisée en son côté ouest (la baie de Cumberland Ouest (en), Cumberland West Bay) et son côté est (la baie de Cumberland Est, Cumberland East Bay).
Cette baie fut découverte et nommée par James Cook le 18 janvier 1775.

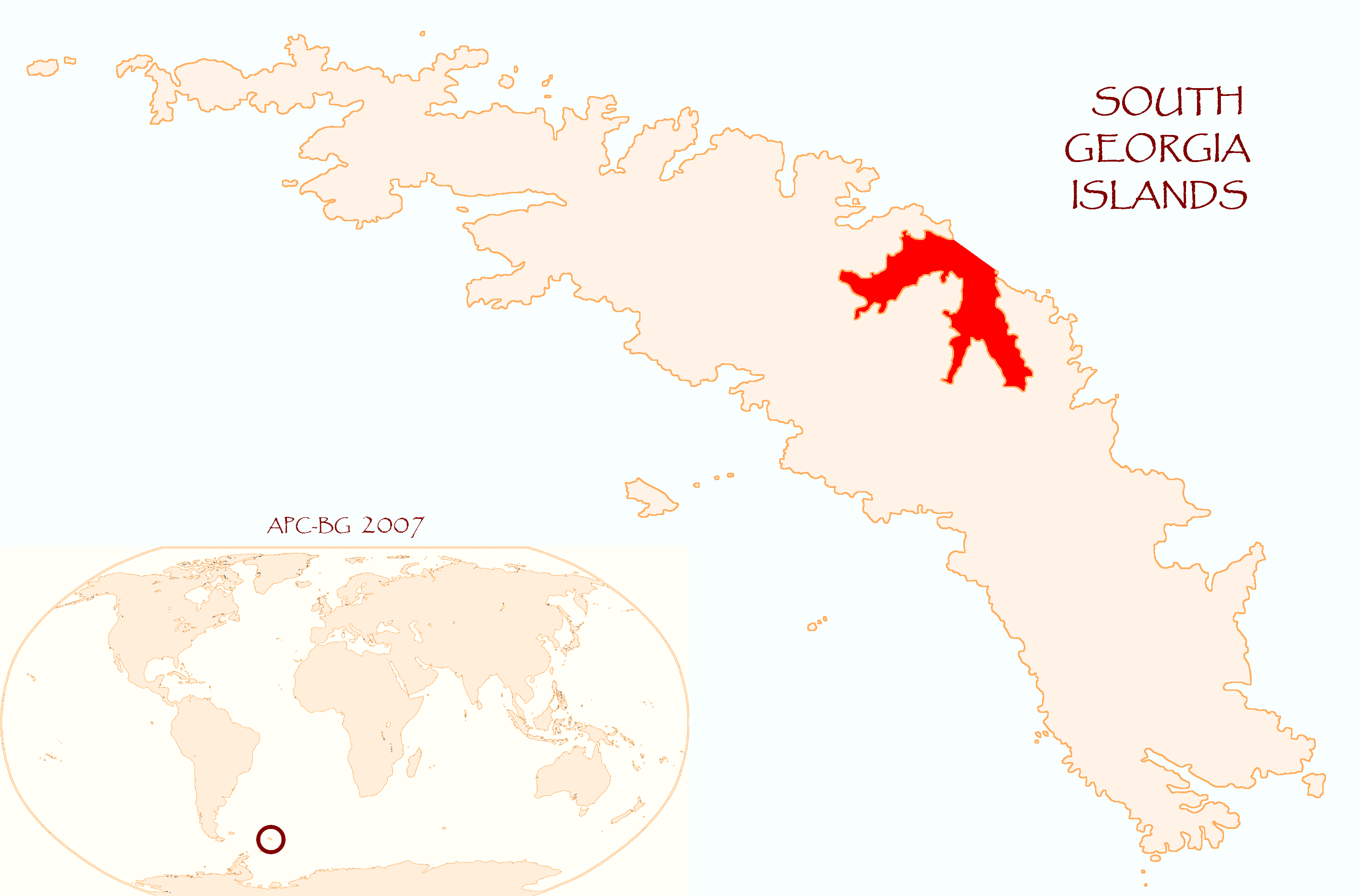
Baie de Cumberland

### Sources et bibliographie
- (en) B. Stonehouse, Encyclopedia of Antarctica and the Southern Oceans, 2002,  (ISBN 0-471-98665-8)